# Хакль, Габриэль фон

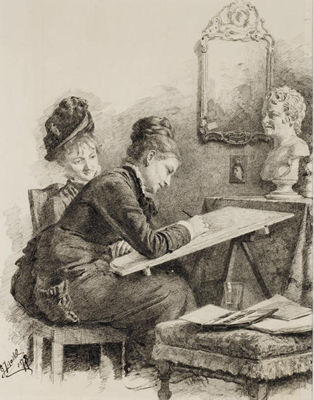
«Две рисующие женщины», 1874

Габриэль фон Хакль (нем. Gabriel von Hackl; 24 марта 1843, Марибор — 5 июня 1926, Мюнхен) — немецкий художник академического направления периода историзма
Сын хирурга. Учился в Вене и Мюнхене. С 1878 года — профессор Мюнхенской академии художеств. Известен, прежде всего, как педагог. У Хакля учились Франц Марк, Альберт Вайсгербер, Эрнесто де Фиори, Вильгельм Тёни, Целестин Медович, Маркос Завицианос, Вальтер Фирле, Эрнст Крайдольф и многие другие художники.